# 多功能运输卫星
多功能运输卫星（日语：運輸多目的衛星，缩写：MTSAT）是由日本国土交通省航空局（CAB/MLIT）与日本气象厅（JMA）联合研发，由宇宙航空研究开发机构发射的大型静止轨道卫星，运行在东经约140度、145度赤道上空约35800千米的静止轨道。

## MTSAT-1
多功能运输卫星一号（MTSAT-1）于1999年11月15日由H-II运载火箭八号机发射，由于火箭一级故障导致发射失败，坠入海中。

## MTSAT-1R
多功能运输卫星新一号是为了取代发射失败的多功能运输卫星一号（MTSAT-1）而由美国Space Systems/Loral制造的。原定于2003年夏天由H-IIA运载火箭六号机发射，但是由于制造上遇到的问题以及Space Systems/Loral母公司于2003年申请破产（适用美国法典第11章破产法），卫星制造延期。后改由H-IIA运载火箭七号机发射。
由于MTSAT-1R发射延期，美国的GOES-9卫星从2003年5月22日起负责气象观测任务直至MTSAT-1R投入使用。
2004年3月19日，MTSAT-1R由安-124运输机运抵种子岛宇宙中心，但是由于之前发射情报收集卫星二号的H-IIA运载火箭六号机发射失败，发射再次延期。
MTSAT-1R于2005年2月26日18时25分由H-IIA运载火箭七号机发射，并顺利分离。2005年3月8日10时42分进入预定轨道，并赋予昵称向日葵六号（日语：ひまわり６号）。
2005年6月28日，MTSAT-1R正式投入气象观测。
2006年4月17日由于姿态控制计算机异常导致姿态异常、无法通讯等问题，同日恢复正常。
2006年7月6日开始航空管制相关的通信任务。由于地面设备故障，从2006年7月10日起出现通讯故障，为查明原因及对策，停止通讯业务至同年11月28日。
2009年11月11日21時26分，姿态控制装置发生异常，导致当日22时起无法进行气象观测。日本气象厅从11月12日凌晨1时起将气象观测任务切换到了备用星MTSAT-2，恢复观测。2009年11月12日2时17分，姿态回复正常，重新投入观测。
2009年11月16日由于地面的处理系统异常，早上八时三十分至十时的一个半小时中，有四次观测图像未能发布。11月27日恢复之前，气象观测任务由MTSAT-2负责。
2010年7月1日，气象观测任务交由MTSAT-2负责，MTSAT-1R的气象观测功能进入待机。2016末，结束航空管制通讯功能，结束生涯。

## MTSAT-2
多功能运输卫星新二号（MTSAT-2），昵称向日葵七号（日语：ひまわり7号）于2006年2月18日15时55分由H-IIA运载火箭九号机发射，2006年2月24日进入预定轨道。
2006年9月4日起在东经145度的静止轨道上开始气象观测任务。2007年7月19日开始航空管制通讯任务，与在轨运行的MTSAT-1R形成两机体制。
2010年7月1日，开始气象观测任务。
2007年11月5日14时40分，由于姿态推进器异常，导致无法进行气象观测和航空管制任务。两日后，切换到备用推进器，恢复正常运行。
2015年7月7日，由于向日葵八号（日语：ひまわり8号）卫星开始气象观测任务，MTSAT-2的气象观测机能转入备用待机。2017年3月10日，向日葵八号的备份星向日葵九号进入轨道待机，因此MTSAT-2终止了气象观测任务。航空管制通讯任务将会继续到2019年末。

## 脚注